# 韓国の鉄道駅一覧
| あ - お | か - こ | さ - そ | た - と | な - の | は - ほ | ま - も | や - わ行 |

韓国の鉄道駅一覧（かんこくのてつどうえきいちらん）では、大韓民国の鉄道駅を日本語の50音順に並べ、分類を行う。
なるべく読みを付け、同名・同表記の駅には会社名・路線名も付けた。日本語読みは基本的に原音に近い表記を用いたが、首都圏電鉄の各駅については原則としてソウル市外国語（日本語）表記基準を元にした公式の日本語表記を用いた。
駅の記事を書かれる方へ：
- 駅の記事を書いた場合は、上記の各一覧にも書き込んでください。
- 駅の記事のフォーマットについては、ウィキプロジェクト 鉄道をご覧になるか、すでに投稿されている記事を参考にしてください。

廃止駅は廃駅も参照のこと。